# Evangelia Moraitidou
Evangelia Moraitidou (in greco Ευαγγελία Μωραϊτίδου?; 26 marzo 1975) è una pallanuotista greca, vincitrice di una medaglia d'argento ai giochi olimpici di Atene 2004.